# Wasserkraftwerk Bersimis-1
Das Wasserkraftwerk Bersimis-1 (französisch Centrale Bersimis-1) ist ein Speicherkraftwerk in der kanadischen Provinz Québec. Es befindet sich am Rivière Betsiamites in der Region Côte-Nord und wird vom Réservoir Pipmuacan gespeist. Das Kraftwerk besitzt acht Francis-Turbinen, die installierte Leistung der Generatoren beträgt 1178 MW bei einer Fallhöhe von 266,7 Metern. Betreiber des Kraftwerks ist das staatliche Energieversorgungsunternehmen Hydro-Québec.

## Geschichte

### Vorplanungen
Der Wirtschaftsboom der Nachkriegszeit hatte in Québec einen unvorhergesehenen Anstieg der Stromnachfrage zur Folge. Hydro-Québec strebte danach, den Bedarf mit allen Mitteln zu decken. Dies geschah zunächst mit dem Ausbau bestehender Kraftwerke wie zum Beispiel Beauharnois. Auch die damals noch eigenständige Shawinigan Water and Power Company (SWP) baute ihre Kapazitäten aus. Darüber hinaus versuchte die Unternehmensleitung die Provinzregierung davon zu überzeugen, der SWP für noch nicht erschlossene Flüsse Wassernutzungskonzessionen zu gewähren.
Die SWP hatte vor allem auf vielversprechende Flüsse in der Region Côte-Nord ein Auge geworfen. Shawinigan Engineering, die für Ingenieurarbeiten zuständige Tochtergesellschaft, hatte 1948 das Wasserkraftpotenzial erkannt und am Rivière Betsiamites heimlich Vorprojektstudien für ein 746-MW-Kraftwerk durchgeführt. Gemäß den Berechnungen würden die Bauarbeiten 168 Dollar je kW betragen – genügend tief, um die Zusatzkosten für die Übertragungsleitungen zur Metropole Montreal zu kompensieren.
Doch die Provinzregierung hatte andere Pläne und vergab die Wassernutzungskonzession im September 1951 an das Staatsunternehmen Hydro-Québec. Dieser Beschluss der Regierung Duplessis hatte weitreichende Konsequenzen auf die Zukunft der SWP. 1963 wurde die SWP schließlich von Hydro-Québec übernommen. Rückwirkend betrachtet war dieser Beschluss eine vorentscheidende Etappe bei der Verstaatlichung der Quebecer Elektrizitätswirtschaft. Er ermöglichte Hydro-Québec den Aufstieg zum wichtigsten, wenn nicht sogar einzigen Bauherrn bei Wasserkraftwerken in Québec.

### Bauarbeiten
Im Juni 1953 begannen die Bauarbeiten, wobei zunächst die notwendige Infrastruktur bereitgestellt werden musste, um in dem abgelegenen Gebiet überhaupt ein Projekt dieser Größenordnung verwirklichen zu können. Unter anderem entstanden in Forestville ein Kai und ein Lagerhaus am Sankt-Lorenz-Strom sowie eine 230 Kilometer lange Zufahrtsstraße ins unbesiedelte Hinterland. Sämtliche Baumaterialien, Lebensmittel für 5000 Arbeiter und der Zement wurden mit Lastkähnen nach Forestville gebracht, dort in Lastwagen umgeladen und zur Baustelle transportiert. Die zweispurige Straße ist heute ins Hauptstraßennetz Québecs integriert und trägt die Bezeichnung Route 385.
Noch bevor die Arbeiten am Damm und am Kraftwerk beginnen konnten, war der Aufbau einer stabilen Stromversorgung erforderlich. Von November 1952 bis Juli 1953 errichtete Hydro-Québec ein temporäres 12-MW-Wasserkraftwerk in der Nähe des Lac Cassé. Die dafür benötigten Anlagen stammten aus dem kleinen Wasserkraftwerk Saint-Timothée in der Nähe von Montreal, das 1949 abgebrochen worden war. Im Juni 1953 begann der Bau der Arbeitersiedlung Labrieville, bestehend aus 117 Wohnhäusern, einer Schule, einer Kirche, einer Herberge und einem Verwaltungs- und Einkaufszentrum. Der erste Bewohner zog am 16. November 1953 ein, das Dorf war 1955 fertiggestellt. Der technologische Fortschritt machte das Dorf mit der Zeit überflüssig und Hydro-Québec schloss Labrieville im Jahr 1974.
Im Oktober 1953 begannen die eigentlichen Arbeiten am Kraftwerk. Es entstanden zwei Steinschüttdämme, um einen Stausee zu schaffen, der die Oberfläche der Seen Lac Pipmuacan und Lac Cassé auf 750 km² brachte. Der erste mit einer Länge von 674 m und einer Höhe von 74 m wurde zwischen zwei Bergen errichtet, die den Lac Cassé begrenzen. Der zweite, 315 m lange Damm erlaubte die Wasserstandsregelung des Rivière Desroches. Große Mengen an Lehm waren notwendig, um den Kern der Dämme wasserdicht zu machen. Eine genügend große Menge war in der Nähe von den Ingenieuren der Vorarbeiten gefunden worden, dies dank einem Hinweis der Ureinwohner, die Biber beim Anlegen eines Lehmvorrats für den Bau der Biberdämme beobachtet hatten. Ein Hügel zwischen den zwei Dämmen wurde eingeebnet, um die Hochwasserentlastung des Stausees zu errichten. 1952 hatte Alcan beim Bau des Kenney-Staudamms in British Columbia ein ähnliches Verfahren angewendet.
Das unterirdische Wasserkraftwerk entstand zwölf Kilometer vom Hauptdamm entfernt. Ein Entnahmebauwerk aus Beton mit einem Durchmesser von 9,4 Metern wurde in den Granit des kanadischen Schilds getrieben, um das Wasser zu den acht Turbinen 267 Meter weiter unten zu befördern. Der Vortrieb betrug 223 m in der Woche. Die Francis-Turbinen befinden sich in einer 171 m langen, 24 m breiten und 21 m hohen Kaverne. Die über 600 km lange Freileitung nach Montreal gehört zu den ersten Nordamerikas, die für eine Spannung von 315 kV ausgelegt wurde.
Bei seiner Inbetriebnahme im Jahr 1956 verfügte das Kraftwerk über eine Leistung von 912 MW. Zwischen 1994 und 2003 erneuerte Hydro-Québec die Turbinen. Anschließend wurde ein Teil des Rivière Manouan umgeleitet. Dadurch konnte der Wasserdurchlauf um 30,8 m³/s und die produzierte Energiemenge um 378 GWh erhöht werden (inkl. Bersimis-2). Das 90 Millionen Dollar teure Projekt erforderte den Bau eines 9 m hohen und 90 m langen Damm, einer Hochwasserentlastung, dreier Deiche und eines Umleitungskanals.